# Мунк, Иван Иванович
Барон Иван Иванович Мунк (1795—1865) — генерал от инфантерии, директор Финляндского кадетского корпуса.

## Биография
Происходил из финляндских дворян Тавастгусской губернии, родился 18 января 1795 года. Образование получил в Императорском Александровском университете в Гельсингфорсе.
С началом Отечественной войны вступил в армию и 10 октября 1812 года произведён в первый офицерский чин, служил в лейб-гвардии Павловском полку. Принимал участие как в изгнании войск Наполеона из России, так и в последующих Заграничных походах 1813 и 1814 годов.
В 1828—1829 годах Мунк в чине капитана сражался с турками на Дунае, в 1830 году получил чин полковника.
1 января 1839 года произведён в генерал-майоры и 30 августа того же года назначен командиром лейб-гвардии Преображенского полка. С 28 мая 1843 года состоял по армии без должности, после чего 11 ноября был назначен директором Финляндского кадетского корпуса. 1 января 1847 года за беспорочную выслугу 25 лет в офицерских чинах был награждён орденом св. Георгия 4-й степени (№ 7541 по кавалерскому списку Григоровича — Степанова). 11 апреля 1848 года произведён в генерал-лейтенанты.
30 августа 1855 года Мунк был назначен вице-канцлером Императорского Александровского университета в Финляндии и исполнял эти обязанности в течение 10 лет (1855—1865).  17 апреля 1862 года получил чин генерала от инфантерии и 10 октября того же года награждён орденом св. Александра Невского.
Скончался 14 июля 1865 года.